# Smedbyn

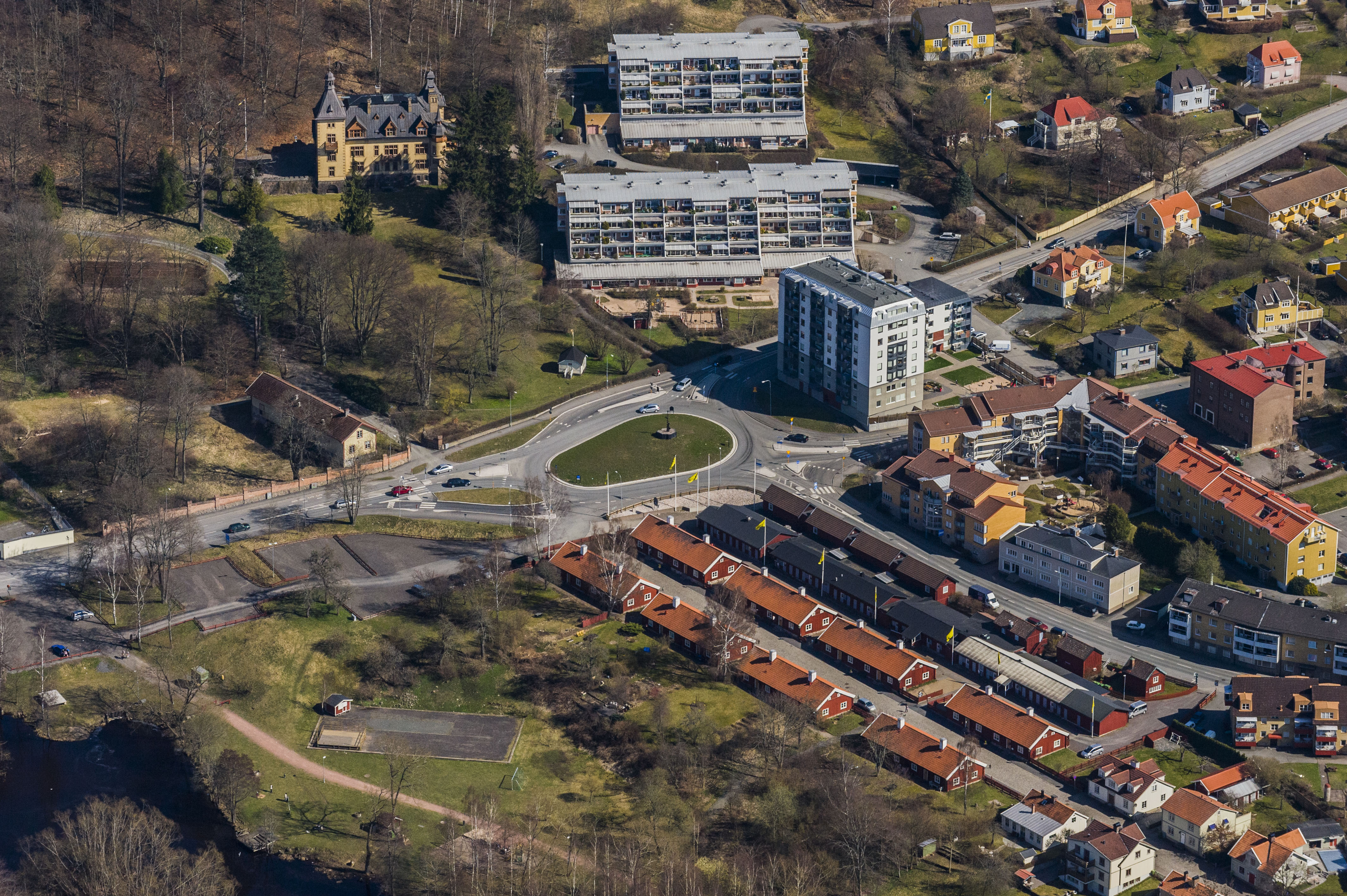
Smedbyn från luften. Höghuset till höger i bilden kallas i folkmun "Åbäket".

Smedbyn, tidigare Faktoribyn, är ett tidigare stråk med verkstäder och bostäder i Huskvarna i Jönköpings kommun. 
Husen på ömse sidor om Smedbygatan byggdes åren 1758-1772 för de smeder, som hade sina verkstäder där. Verksamheten flyttades så småningom till den närbelägna Husqvarna vapenfabrik och Smedbyn blev bostäder för de anställda.
Planen för Smedbyn upprättades av landshövdingen Erik Dahlbergh. Av smedjorna finns endast Appelbladska smedjan bevarad. Den anses vara från 1700-talets första hälft, och var således från tiden före den stora byggnationen, förvaltas av Huskvarna hembygdsförening och förevisas med all sin utrustning. Smedbyn har i övrigt övertagits av konstnärer och konsthantverkare. Det finns även aktivitetshuset "Smeden, ett hus för alla".
Gatan är avstängd för genomfart. Första advent varje år arrangeras en julmarknad.
Ovanför "Stampabacken" låg tidigare ett tvåvåningshus, som numera är rivet och ersatt med en parkeringsplats.